# Osolnik, Medvode
Osolnik este o localitate din comuna Medvode, Slovenia, cu o populație de 26 de locuitori.